# Team Galaxy (серіал)
Team Galaxy (укр. Галактична команда, фр. Team Galaxy, le Collège de l'Espace або фр. Galaxie Académie у Квебеку) — канадсько-французько-італійський науково-фантастичний мультсеріал спільного виробництва компаній Marathon Media та Image Entertainment Corporation, спільно з Jetix Europe, YTV, France 3 та Rai Fiction. У ньому застосовується двовимірна анімація з елементами комп'ютерної графіки, а події розгортаються в Galaxy High, де троє молодих студентів намагаються поєднати своє підліткове життя з можливістю стати космічними маршалами.
«Team Galaxy» спільно вироблявся каналом «France 3», який першим почав транслювати його, починаючи з 26 серпня 2006 року. У Сполучених Штатах «Cartoon Network» заплатила Marathon приблизно 16–17 мільйонів доларів за 52 епізоди та прем'єру восени 2006 року. Серіал також транслювався на канадському YTV і CITV / Jetix у Сполученому Королівстві.

## Сюжет
Серіал розповідає про Йоко, Джоша та Бретта, групу друзів, які є учнями школи «Galaxy High», органу галактичного правосуддя, який захищає галактику від злочинців і відправляє своїх учнів на місії в рамках їхнього навчання, щоб вони стали космічними маршалами. На перший погляд, події серіалу розгортаються в сьогоденні, але в одному з епізодів зазначається, що насправді це 2051 рік.
У третьому сезоні в серії «Predator Plants From Outer Space» представлено Омні, андроїда, який є учнем іншої школи та шукає своїх однокласників після того, як інопланетний мисливець за головами Гангус знищив школу. Він вирішує поки що залишитися в «Galaxy High», тому Джош, Бретт, Йоко та решта учнів «Galaxy High» обіцяють йому допомогти.

## Персонажі

### Студенти
- Йоко — 15-річна дівчина, яка займається творчістю, любить караоке та моду, прагне стати попспівачкою, розглядаючи Galaxy High як лише один крок на шляху до слави. Попри свій жахливий спів, вона виграє багато міжзіркових змагань, оскільки інопланетяни вважають її голос чудовим. Під час виконання місій її легко відволікти, коли з'являється конкурс талантів або щось, що може сприяти її кар'єрі, а прагнення до слави часто ставить її команду під загрозу. Вона закохана в Сета. Йоко в одній команді з Джошем і Бреттом. Її костюм космічного маршала світло-фіолетовий, і вона в основному володіє звуковим бластером.
- Джош Кіркпатрік — 17-річний хлопець-бунтар. Він віддає перевагу екстриму, більше ніж навчанню, тому здебільшого провалює уроки, однак досягає успіху на місіях. Він боявся води після того, як у дитинстві втратив плавки, але подолав це, зіткнувшись зі своїм страхом віч-на-віч. Попри його легковажність, незалежне мислення Джоша є цінним активом для команди. Його батько, директор Кіркпатрік, є директором «Galaxy High». Він в одній команді з Бреттом і Йоко, і його костюм космічного маршала темно-синій.
- Бретт — 10-річний хлопчик, який є свавільним генієм і, попри свою унікальність, почувається обмеженим своїм віком і ненавидить, коли його називають «дитиною». Попри свій вік, Бретт ставиться до місій серйозніше, ніж Йоко та Джош, і є найбільш розсудливим у групі, але його часто ігнорують через його вік. Він в одній команді з Джошем і Йоко. Його костюм космічного маршала червоний, і він використовує свій персональний комп'ютер, щоб керувати шершнем, аналізувати ДНК і використовувати клейову піну.
- Боббі фон Поппін — один із суперників Йоко та Джоша з «Galaxy High», який є вправним і має високі оцінки. Він конкурентоспроможний і егоїстичний, і часто хвалиться перед іншими своїми вміннями. Він в одній команді з Тобі та Кімбалом, і його костюм космічного маршала фіолетовий.
- Тобі Макмастер — дівчина, яка прагне довести, що вона найкрутіша студентка в кампусі та бути в центрі уваги, що дратує Йоко. Джош описує її як наймилішу та найпопулярнішу дівчину в школі. Вона в одній команді з Боббі та Кімболом, і її костюм космічного маршала жовтий.
- Принцеса Кімбол — принцеса, привілейоване виховання якої зробило її наївною та не помічає інших учнів. Вона в одній команді з Боббі та Тобі, і, як і у Тобі, її костюм космічного маршала жовтий.
- Спавід — один із небагатьох студентів-інопланетян у «Galaxy High», якого дуже люблять інші, попри його незграбність. Ставши дорослим, він розвинув надлюдські здібності та покращив рефлекси, але вирішив придушити їх, дозволивши їм дістатися до його голови. Він в одній команді з Раяном (Оріон) і Енді (Андромеда), і його костюм космічного маршала фіолетовий.
- Оріон і Андромеда — вони з космосу, але на Землі вони відомі як «громадяни світу» і прийняли імена Раян і Енді. Костюм Раяна як космічного маршала імовірно фіолетовий, тоді як костюм Енді імовірно жовтий, як у типових космічних маршалів. Вони одноклубники Спавіда.
- Сет — талановитий музикант і кохання Йоко. Колись він здавався відстороненим і байдужим до неї, але насправді він не говорив, щоб не напружувати голос, і був надто сором’язливим, щоб запросити її на побачення. Його костюм космічного маршала та його команда залишаються невідомими.

### Вчителі
- Директор Кіркпатрік (сержант): батько Джоша. Колишній командир військової академії, який отримав посаду директора «Galaxy High». Попри свою сувору поведінку, він має життєрадісний характер. Боїться виступати перед великим натовпом, але долає свої страхи після прочитання книги Йоко про подолання страху сцени. Кажуть, що капітан Сміт є його давнім другом. Його озвучують Патрік Пуаві французькою та Браян Добсон англійською.
- Місис Шраггер: вчителька астрономії «Galaxy High», у якої розвинений слух і зір, що унеможливлює обман у її класі.
- Містер S (Spzoerscliipw'): Улюблений учитель команди, попри його непривабливу зовнішність за людськими мірками. Англійською мовою його озвучує Ендрю Тот.
- Містер Фітч: Космічний ковбой, який швидко розмовляє, відомий серед студентів тим, що задає велику кількість домашніх завдань. Англійською мовою його озвучує Лі Токар.
- Пані Роскофф: колишній російський космонавт, який викладає курс космічних досліджень і є найспортивнішим інструктором у школі.

### UltraPets
У перший день навчання в «Galaxy High» кожному учневі призначають робота-домашнього улюбленця під назвою UltraPet, який служить їхнім помічником і компаньйоном. Якщо його спровокувати, Ultrapet може перетворитися на потужну бойову машину та здатний знерухомити ворогів.
- Fluffy: UltraPet Йоко, роботизована ласка, яка поводиться як собака та допомагає студентам у їхніх місіях. Він здатний трансформуватися у двоногий режим атаки й може говорити людською мовою.
- Спайк: UltraPet Тобі.

### Технології

#### Шершень (англ.Hornet)
- Місійні кораблі для міжпланетних подорожей, якими може керувати одна людина, але зазвичай ними керують троє. Втрата Hornet під час невиконання місії призводить до вигнання з Galaxy High, якщо його не відновити. Hornets озброєні двома передніми ракетними установками, двома пілотованими вежами та однією автоматизованою вежею у верхній частині. Вони можуть перевозити позаду кузов Six-by-Six або вантажний контейнер.

#### Трансфер (англ.Shuttle)
Масивні аерокосмічні авіаносці, що належать «Galaxy High», є особистим флагманом директора Кіркпатріка. Вони в основному служать для транспортування Defenders, а також Hornets для деяких місій.

#### Піноклей (англ.Gluefoam)
Фіолетова речовина, схожа на клей, яка служить для того, щоб вивести з ладу людину або склеїти планету, і розчиняється при контакті зі шкірою.

#### Захисник (англ.Defender)
Невеликі, легкі кораблі, які використовуються в основному для захисту Землі та Галактики, які потребують шатлів, щоб транспортувати їх до місця призначення. Кожен Defender оснащений різною зброєю, включаючи лазерні бластери та ракети. У Джоша, Йоко та Бретта є один із трьох основних типів Захисників.

## Музичний супровід
- Назва музики: Майкл Кулас
- OST: Девід Вадант і Ноам Каніель для Kia Productions
- Конкретна музика: Поль-Етьєн Коте для CirconFlex Productions